# 木谷勝
木谷 勝（きや まさる）は、日本の機械工学者。北海道大学名誉教授。第6代釧路工業高等専門学校校長。第27期流体力学会会長。

## 人物・経歴
1962年北海道大学工学部機械工学科卒業。1967年北海道大学大学院工学研究科機械工学専攻修了、工学博士。1974年日本機械学会賞論文賞受賞。1988年流れの可視化映像展賞受賞。1993年可視化情報学会功労賞受賞。1997年日本機械学会功労者表彰受賞。1998年日本機械学会流体工学部門功績賞受賞。北海道大学大学院工学研究科教授を経て、2001年釧路工業高等専門学校校長。同年日本機械学会フェロー。2003年可視化情報学会SGI映像賞受賞。2004年日本流体力学会フェロー。第27期日本流体力学会会長。2014年瑞宝中綬章受章。